# International Supervideos!
International Supervideos! är en DVD-utgåva med rockbandet Green Days musikvideor åren 1994-2001.

## Låtlista
Alla låtar är skrivna av Billie Joe Armstrong och Green Day.
| Låt | Titel                             | Längd | Originalalbum |
| --- | --------------------------------- | ----- | ------------- |
| 1.  | Longview                          | 4:30  | Dookie        |
| 2.  | Basket Case                       | 3:11  | Dookie        |
| 3.  | When I Come Around                | 3:35  | Dookie        |
| 4.  | Geek Stink Breath                 | 2:23  | Insomniac     |
| 5.  | Stuck With Me                     | 2:56  | Insomniac     |
| 6.  | Brain Stew /Jaded                 | 4:29  | Insomniac     |
| 7.  | Walking Contradiction             | 3:16  | Insomniac     |
| 8.  | Hitchin' a Ride                   | 2:32  | Nimrod        |
| 9.  | Good Riddance (Time of Your Life) | 3:07  | Nimrod        |
| 10. | Redundant                         | 3:20  | Nimrod        |
| 11. | Nice Guys Finish Last             | 4:06  | Nimrod        |
| 12. | Last Ride In                      | 4:38  | Nimrod        |
| 13. | Minority                          | 2:49  | Warning:      |
| 14. | Warning                           | 3:15  | Warning:      |
| 15. | Waiting                           | 3:15  | Warning:      |